# 689-й гвардейский истребительный авиационный полк
689-й гвардейский истребительный авиационный Сандомирский ордена Александра Невского полк — формирование (воинская часть, авиационный полк) ВВС РККА во время Великой Отечественной войны.

## Наименования полка
- 55-й истребительный авиационный полк;
- 16-й гвардейский истребительный авиационный полк;
- 16-й гвардейский истребительный авиационный Сандомирский полк;
- 16-й гвардейский истребительный авиационный Сандомирский ордена Александра Невского полк;
- 16-й гвардейский истребительный авиационный Сандомирский ордена Александра Невского полк;
- 689-й гвардейский истребительный авиационный Сандомирский ордена Александра Невского полк;
- Полевая почта 45169.

## История
Полк формировался с 12 сентября 1939 года по 19 января 1940 года как 55-й истребительный авиационный полк  на аэродроме Кировоград в составе ВВС Киевского особого военного округа на основе 43-го, 2-го, 12-го и 17-го иап (директива Командующего ВВС КОВО № 05875 от 12.09.1939).

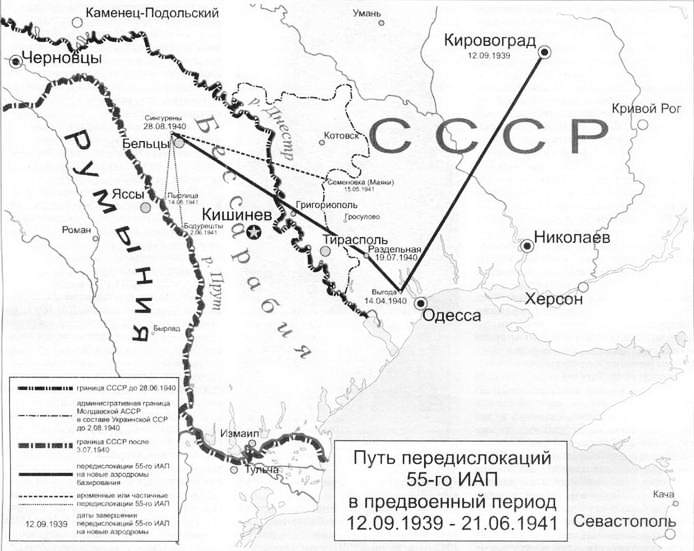
Передислокация ИАП-55

Начиная с 1 декабря 1940, 55-й ИАП начал перебазирование на аэродром Бельцы-Сингурены рядом с Бельцами в селе Сингурены и на аэродром Бельцы находящийся прямо на восточной окраине Бельц, а также на другие Бельцкие аэродромы подскока в округе, где полк был переоснащен истребителями МиГ-3.
К началу Великой Отечественной войны входил в состав 20-й смешанной авиадивизии, дислоцировался в Одесском военном округе. В марте 1942 полк был придан ВВС 18-й армии, с 22 мая по 12 августа входил в состав 216-й истребительной авиадивизии. С 24 сентября по 31 декабря 1942 года входил в состав 229-й истребительной авиационной дивизии с дислокацией в районе города Избербаш. С 1 января по 2 апреля 1943 года — в составе 25-го запасного авиационного полка с дислокацией в городе Аджи-Кабул.
Приказом НКО СССР от 7 марта 1942 года полку, за мужество и героизм личного состава, присвоено почётное звание гвардейский и присвоен новый №, он стал 16-м гвардейским истребительным авиационным полком. Гвардейское знамя вручено личному составу полка 5.7.42 г., аэродром Смелый командующим 4-й воздушной армией генерал-майором авиации Вершининым.
С 09 апреля по 16 июня 1943 полк был переведён в 216-ю смешанную истребительную авиационную дивизию (с 17.06.1943 по 10.01.1944, с 07 мая 1944 по 11 мая 1945 в 9-ю гвардейскую истребительную Мариупольско-Берлинскую ордена Ленина Краснознамённую ордена Богдана Хмельницкого авиационную дивизию) 4-й воздушной армии 1-го Украинского фронта.
В 1944 году за участие в Львовско-Сандомирской операции полк получил почётное наименование «Сандомирский», в том же году был награждён орденом Александра Невского.
В 1949 году полк был переименован в 689-й гвардейский истребительный авиационный полк.
В 1989 году полку было присвоено имя А. И. Покрышкина. 
С 1 декабря 1994 года полк входил в состав ВВС Балтийского флота, базируется в посёлке Чкаловск (Калининград).
689-й гвардейский истребительный авиационный полк был переведён в состав 6-й армии ВВС и ПВО ВКС.

## Вооружение
Основное вооружение: изначально полк был укомплектован истребителями И-153, И-16. Перед войной началось переучивание лётного состава на МиГ-3. В 1942 году одна эскадрилья полка имела на вооружении Як-1, с 09 апреля 1943 года и до конца войны полк воевал на P-39 «Аэрокобра».
На 2024 год на вооружении полка истребители-бомбардировщики Су-30СМ2 и истребители Су-27.

## Результаты
Во время Великой Отечественной войны личный состав полка совершил 13 684 боевых вылетов. В воздушных боях и на земле по официальным советским данным было уничтожено 618 самолётов противника. 18 лётчикам было присвоено звание Героя Советского Союза.

## Командование
- Н. С. Артемьев (1940 — апрель 1940)
- майор В. П. Иванов (апрель 1940 — июль 1942)
- подполковник Н. В. Исаев (31 июля 1942 — январь 1944)
- майор А. И. Покрышкин (3 марта 1944 — 28 апреля 1944)
- майор А. С. Чавчанидзе (29 апреля 1944 — 1 июня 1944)
- подполковник Б. Б. Глинка (2 июня 1944 — 14 июля 1944)
- майор Г. А. Речкалов (20 июля 1944 — 9 марта 1945)
- капитан И. И. Бабак (13 марта 1945 — 16 марта 1945)
- майор А. В. Фёдоров (16 марта 1945 — май 1945)

## Знаки отличия

### Почётное звание
- 7 марта 1942 года 55-й истребительный авиационный полк за образцовое выполнение боевых задач и проявленные при этом мужество и героизм приказом НКО СССР № 70 преобразован в 16-й гвардейский истребительный авиационный полк.

### Почётное наименование
- За отличие в боях при форсировании реки Висла и за овладение городом Сандомир приказом ВГК № 0295 полку 1 сентября 1944 года присвоено почетное наименование «Сандомирский».

### Орден
- 16-й гвардейский истребительный авиационный Сандомирский полк за образцовое выполнение боевых заданий командования в боях при прорыве обороны немцев и разгроме войск противника юго-западнее Оппельна и проявленные при этом доблесть и мужество Указом Президиума Верховного Совета СССР от 26 апреля 1945 года награждён орденом Александра Невского[8].

### Именной
- имени А. И. Покрышкина

## Благодарности Верховного Главнокомандования
Воинам полка в составе дивизии за отличия в боях объявлены благодарности Верховного Главнокомандования:
- За особое отличие в боях при овладении городом Барвенково, городом и важнейшим железнодорожным узлом Чаплино, важнейшим узлом железных дорог в Приазовье — городом Волноваха, при наступлении вдоль побережья Азовского моря и освобождении от немецких захватчиков крупного центра металлургической промышленности юга — города и порта Мариуполь[9].
- За отличие в боях при овладении городами Порицк, Горохов, Радзехов, Броды, Золочев, Буек, Каменка, городом и крупным железнодорожным узлом Красное и занятии свыше 600 других населенных пунктов[10].
- За овладение городом Сандомир и за овладение сандомирским плацдармом[11]
- За отличие в боях при овладении городами Ченстохова, Пшедбуж и Радомско[12].
- За отличие в боях при овладении городам Виттенберг — важным опорным пунктом обороны немцев на реке Эльба[13].
- За отличие в боях при разгроме берлинской группы немецких войск овладением столицы Германии городом Берлин — центром немецкого империализма и очагом немецкой агрессии[14].

## Герои Советского Союза и Российской Федерации
- Покрышкин Александр Иванович, гвардии полковник, будучи командиром 9-й гвардейской истребительной авиационной дивизии, Указом Президиума Верховного Совета СССР от 19 августа 1944 года удостоен звания трижды Герой Советского Союза. Золотая Звезда № 1.
- Покрышкин Александр Иванович, гвардии капитан, командир эскадрильи 16-го гвардейского истребительного авиационного полка 9-й гвардейской истребительной авиационной дивизии Указом Президиума Верховного Совета СССР от 24 августа 1943 года удостоен звания дважды Герой Советского Союза. Золотая Звезда № 10.
- Речкалов Григорий Андреевич, гвардии капитан, заместитель командира 16-го гвардейского истребительного авиационного полка (9-я гвардейская истребительная авиационная дивизия, 7-й истребительный авиационный корпус, 5-я воздушная армия, 2-й Украинский фронт) Указом Президиума Верховного Совета СССР от 1 июля 1944 года удостоен звания дважды Герой Советского Союза. Золотая Звезда № 25.
- Клубов Александр Фёдорович, капитан, помощник командира 16-го гвардейского истребительного авиационного полка по воздушно-стрелковой службе 9-й гвардейской истребительной авиационной дивизии 6-го гвардейского истребительного авиационного корпуса 2-й воздушной армии Указом Президиума Верховного Совета СССР от 27 июня 1945 года удостоен звания дважды Герой Советского Союза. Посмертно.
- Бондаренко Василий Ефимович, старший лейтенант, командир звена 16-го гвардейского истребительного авиационного полка 9-й гвардейской истребительной авиационной дивизии 6-го гвардейского истребительного авиационного корпуса 2-й воздушной армии Указом Президиума Верховного Совета СССР от 27 июня 1945 года удостоен звания Герой Советского Союза. Золотая Звезда № 6596.
- Голубев Георгий Гордеевич, старший лейтенант, командир звена 16-го гвардейского истребительного авиационного полка 9-й гвардейской истребительной авиационной дивизии 6-го гвардейского истребительного авиационного корпуса 2-й воздушной армии Указом Президиума Верховного Совета СССР от 27 июня 1945 года удостоен звания Герой Советского Союза. Золотая Звезда № 7622.
- Исаев Николай Васильевич, гвардии полковник, командир полка, удостоен звания Герой Советского Союза Указом Президиума Верховного Совета СССР от 6 апреля 1945 года будучи командиром 273-й истребительной авиационной дивизии 6-го истребительного авиационного корпуса 16-й воздушной армии 1-го Белорусского фронта.
- Искрин Николай Михайлович, гвардии старший лейтенант, заместитель командира эскадрильи 16-го гвардейского истребительного авиационного полка (216-я смешанная авиационная дивизия, 4-я воздушная армия, Северо-Кавказский фронт) Указом Президиума Верховного Совета СССР от 24 августа 1943 года удостоен звания Герой Советского Союза. Золотая Звезда № 2655.
- Карпович Викентий Павлович, старший лейтенант, командир звена 16-го гвардейского истребительного авиационного полка 20-й смешанной авиационной дивизии Военно-воздушных сил 18-й армии Южного Фронта Указом Президиума Верховного Совета СССР от 6 июня 1942 года удостоен звания Герой Советского Союза. Золотая Звезда № 700.
- Клубов Александр Фёдорович, гвардии капитан, заместитель командира истребительной авиационной эскадрильи 16-го гвардейского истребительного авиационного полка по воздушно-стрелковой службе 9-й гвардейской истребительной авиационной дивизии Указом Президиума Верховного Совета СССР от 13 апреля 1944 года удостоен звания Герой Советского Союза. Золотая Звезда № 1320.
- Крюков Павел Павлович, гвардии майор, штурман 16-го гвардейского истребительного авиационного полка 216-й смешанной авиационной дивизии 4-й воздушной армии Указом Президиума Верховного Совета СССР от 24 мая 1943 года удостоен звания Герой Советского Союза. Золотая Звезда № 992.
- Лукьянов Сергей Иванович, гвардии майор, командир эскадрильи 16-го гвардейского истребительного авиационного полка 9-й гвардейской истребительной авиационной дивизии 8-й воздушной армии Указом Президиума Верховного Совета СССР от 13 апреля 1944 года удостоен звания Герой Советского Союза. Золотая Звезда № 1321.
- Покрышкин Александр Иванович, гвардии капитан, командир эскадрильи 16-го гвардейского истребительного авиационного полка 9-й гвардейской истребительной авиационной дивизии Указом Президиума Верховного Совета СССР от 24 мая 1943 года удостоен звания Герой Советского Союза. Золотая Звезда № 993.
- Речкалов Григорий Андреевич, гвардии старший лейтенант, командир звена 16-го гвардейского истребительного авиационного полка (216-я смешанная авиационная дивизия, 4-я воздушная армия, Северо-Кавказский фронт) Указом Президиума Верховного Совета СССР от 24 мая 1943 года удостоен звания Герой Советского Союза. Золотая Звезда № 994.
- Селиверстов Кузьма Егорович, лейтенант, командир звена 55-го истребительного авиационного полка 20-й смешанной авиационной дивизии Военно-воздушных сил 9-й армии Южного фронта Указом Президиума Верховного Совета СССР от 27 марта 1942 года удостоен звания Герой Советского Союза. Посмертно.
- Старчиков Николай Алексеевич, старший лейтенант, командир эскадрильи 16-го гвардейского истребительного авиационного полка 9-й гвардейской истребительной авиационной дивизии 6-го гвардейского истребительного авиационного корпуса 2-й воздушной армии Указом Президиума Верховного Совета СССР от 27 июня 1945 года удостоен звания Герой Советского Союза. Золотая Звезда № 6053
- Сухов Константин Васильевич, старший лейтенант, командир эскадрильи 16-го гвардейского истребительного авиационного полка 9-й гвардейской истребительной авиационной дивизии 6-го гвардейского истребительного авиационного корпуса 2-й воздушной армии Указом Президиума Верховного Совета СССР от 27 июня 1945 года удостоен звания Герой Советского Союза. Золотая Звезда № 8023
- Трофимов Николай Леонтьевич, капитан, командир эскадрильи 16-го гвардейского истребительного авиационного полка 9-й гвардейской истребительной авиационной дивизии 6-го гвардейского истребительного авиационного корпуса 2-й воздушной армии Указом Президиума Верховного Совета СССР от 27 июня 1945 года удостоен звания Герой Советского Союза. Золотая Звезда № 6054.
- Труд Андрей Иванович, гвардии лейтенант, заместитель командира эскадрильи 16-го гвардейского истребительного авиационного полка 9-й гвардейской истребительной авиационной дивизии 8-й воздушной армии Указом Президиума Верховного Совета СССР от 13 апреля 1944 года удостоен звания Герой Советского Союза. Золотая Звезда № 4090
- Фадеев Вадим Иванович, гвардии капитан, командир эскадрильи 16-го гвардейского истребительного авиационного полка 216-й смешанной авиационной дивизии 4-й воздушной армии Указом Президиума Верховного Совета СССР от 24 мая 1943 года удостоен звания Герой Советского Союза. Посмертно.
- Фёдоров Аркадий Васильевич, гвардии капитан, заместитель командира эскадрильи 16-го гвардейского истребительного авиационного полка 9-й гвардейской истребительной авиационной дивизии 8-й воздушной армии Указом Президиума Верховного Совета СССР от 13 апреля 1944 года удостоен звания Герой Советского Союза. Золотая Звезда № 1322.
- Фигичев Валентин Алексеевич, гвардии капитан, командир эскадрильи 16-го гвардейского истребительного авиационного полка 216-й истребительной авиационной дивизии 4-й воздушной армии Южного фронта, Указом Президиума Верховного Совета СССР от 23 ноября 1942 удостоен звания Герой Советского Союза. Золотая Звезда № 822.

## Книги про историю полка
- Марчуков А. Герои-покрышкинцы о себе и о своём командире. — М.: Центрполиграф, 2014.
- Жванский С. Легендарный полк. Летопись Покрышкинского авиаполка. — М.: Русские витязи, 2014. — 352 с. — 1000 экз. — ISBN 978-5-903389-94-0..
- Табаченко А. И. Покрышкинский авиаполк. «Нелакированные» боевые хроники. 16-й гвардейский истребительный авиационный полк в боях с люфтваффе. 1943-1945.. — 2-е издание. — Москва: Центрполиграф, 2014 год.;